# Jonathan Brinkman
Jonathan Brinkman (født 4. juli 2001) er en dansk ishockeyspiller. Han blev i august 2019 draftet i Canadian Hockey League af Medicine Hat Tigers. Han har to storebrødre Alexander Brinkman (som spiller 1. division i Aalborg) og Sebastian Brinkman som spiller for Frederikshavn Whitehawks.

## Aalborg Pirates (2017-18)
Han spillede 9 kampe og scorede 1 mål.